# 今井郁次
今井 郁次（いまい ゆうじ、1943年1月8日 - ）は日本の技術者、実業家。前NTTコムウェア代表取締役社長。三重県生まれ。

## 経歴
- 1968年 - 信州大学工学部 卒業[2]
- 1968年 - 日本電信電話公社 入社
- 1985年 - 日本電信電話 データ通信本部長
- 1995年 - NTTデータ通信 理事産業事業本部長
- 1999年 - 同社 関西支社長[1]
- 2003年 - NTTコムウェア 代表取締役副社長
- 2004年 - 同社 代表取締役社長[1]
- 2010年 - 同社 相談役
- 2011年 - シーキューブ 監査役[3]
- 2012年 - ジークホールディングス 監査役[3]

## 季節(とき)の対談
NTTコムウェアが発行するコーポレートマガジン誌上で2004年から2008年まで行われた対談企画である。

### 対談者
- 三屋裕子
- 吉村作治
- 星野仙一
- 渡辺淳一
- 舞の海秀平
- 岩合光昭
- 堀江謙一
- 須磨久善
- 金本知憲
- 畑正憲
- 安藤忠雄
- 小柴昌俊

## 受賞
- 第55回電気通信協会賞[5]

## 監修
- 須山圭吾『失敗はあなたのもの成功は私のもの―粋な生き方を見つけもっともっと幸せになろう!』郁朋社、2009